# Kurt Pettersén
Kurt Arne Pettersén, född 21 juni 1916 i Borås, död 15 november 1957 i sin hemstad, var tiofaldig svensk mästare i brottning åren 1936–1951. I de olympiska sommarspelen 1948 vann han guldmedalj i bantamvikt, grekisk-romersk stil.

## Internationell karriär
Kurt Pettersén växte upp i Borås och började tidigt med brottning i Borås BK. Hans tränare där var Erik Söderlund. 1936 blev han för första gången svensk mästare i grekisk-romersk stil i bantamvikt (på hans tid upp till 56-57 kg). Vid de olympiska sommarspelen 1936 i Berlin var han emellertid bara reserv i det svenska landslaget. Sedan han med hjälp av landslagstränarna Rudolf Svedberg och Robert Oksa hade utvecklats ytterligare, sattes han in vid EM 1938 i Tallinn. Efter tre segrar fick han ge sig för Väinö Perttunen från Finland i finalen och slutade som europatvåa.
Också vid EM 1939 i Oslo tog Kurt Pettersén tre segrar. Finalen förlorade han återigen mot en finsk brottare, Kauko Kiiseli, och blev för andra gången Europas andreman.
På grund av andra världskriget fick Pettersén efter detta mästerskap avstå från all internationell brottning fram till 1946. Vid EM i Stockholm det året förekom fristil för första gången. Han slutade på en fjärdeplats efter förlust mot bland andra Lajos Bencze från Ungern.
Sin största triumf firade Kurt Pettersén vid de olympiska sommarspelen 1948 i London. I grekisk-romersk stil, bantamvikt, förlorade han visserligen något överraskande första matchen mot norrmannen Raidar Maerlie. Denne slogs däremot ut efter två nederlag i andra och tredje omgången, medan Kurt Pettersén kämpade till sig en guldmedalj efter segrar över italienaren Francesco Suppo, ungraren Lajos Bencze, egyptiern Mahmud Hassan Ali och finländaren Taisto Lempinen.
Trots att han nu var 32 år fortsatte Kurt Pettersén sin brottarbana. I fristil vid EM i Istanbul 1949 kämpade han sig till ännu en silvermedalj i bantamvikt. I finalen gav han vika för den turkiske lokalmatadoren Nasuh Akar som han hade mött och besegrat i Stockholm tre år tidigare. 
1950 ägde VM i brottning (grekisk-romersk stil) rum i Stockholm för första gången sedan 1922. Kurt Pettersén ville avsluta sin karriär med en sista triumf. Det lyckades honom emellertid inte helt. Efter vinster över Raidar Maerlie och Lajos Bencze förlorade han mot Mahmud Hassan Ali och fick nöja sig med en fjärdeplats i bantamvikt. Samtidigt avslutade han sin internationella brottarbana.

### Sammanfattning
(OS = Olympiska Spel, VM = Världsmästerskap, EM = Europamästerskap, f = fristil, gr = grekisk-romersk stil, ba = bantamvikt, på den här tiden var bantamvikt upp till 56-57 kg)
- 1938, silver, EM i Tallinn, gr, ba, efter vinster över Huseyin Erkmen, Turkiet, Antonín Nič, Tjeckoslovakien och Ferdinand Schmitz, Tyskland och förlust mot Väinö Perttunen, Finland.
- 1939, silver, EM in Oslo, gr, ba, efter vinster över Ivar Stokke, Norge, Martin Maiste, Estland och Georg Pulheim, Tyskland och förlust mot Kauko Kiiseli, Finland.
- 1946, fyra, EM i Stockholm, f, ba, efter segrar över Francois Demesmaecker, Belgien och Nasuh Akar, Turkiet och förluster mot Lajos Bencze, Ungern och Erkki Johansson, Finland.
- 1948, guld, OS i London, gr, ba, efter vinster över Francesco Suppo, Italien, Lajos Bencze, Ungern, Mahmud Hassan Ali, Egypten och Taisto Lempinen, Finland och trots en förlust mot Raidar Maerlie, Norge.
- 1949, silver, EM i Istanbul, f, ba, efter vinster över Said-Mohamed Khadem, Iran, och Saad Hafez Shebata, Egypten och förlust mot Nasuh Akar.
- 1950, fyra, VM i Stockholm, gr, ba, efter vinster över Lajos Bencze och Raidar Maerlie och förlust mot Mahmud Hassan Ali.

## Svenska mästerskap
Kurt Pettersén blev tiofaldig svensk mästare i grekisk-romersk stil, bantamvikt. Han vann 1936, 1938, 1941, 1943, 1944, 1945, 1946, 1949, 1950 och 1951.